# 韧性城市
传统上， 城市韧性（英語：urban resilience）定义为“城市系统及其居民在各种冲击和压力下保持正常运作，且积极适应并能转向可持续发展”。因此，一座韧性城市就是对自然和人为的、突发和慢性的、预期和未预期到的灾害进行评估、计划并采取行动，以对灾害未雨绸缪和积极应对的城市。韧性城市更能够保护和改善人们的生活、保卫发展成果、营造良好投资环境以及推动积极的改变。关于城市韧性的学术讨论主要集中在三种不同的威胁上：气候变化、自然灾害和恐怖主义。不少学者已讨论过城市规划和设计的物质和非物质层面上抵御这些威胁的能力。因此，韧性城市更多在反恐、自然灾害（地震、海啸、洪水、太阳耀斑等）以及基础设施采用可持續能源方面提出应变策略。
近来，人们越来越重视城市韧性的谱系和城市系统对不断变化的环境的适应能力。韧性理论的这一分支建立在城市作为高度复杂适应系统的概念之上。这种见解的内涵是将城市规划从基于几何规划的传统方法转变为以网络科学为基础的、对城市运作干扰更少的方法。网络科学提供了一种将城市规模与能够使城市以不同方式运转的网络形式联系起来的方法。它可以进一步洞察各种城市政策的潜在效力。这就需要更好地了解有助于建立城市适应力的各类实践和工具。谱系方法探索了这些实践（包括支撑它们的价值观和权力关系）随时间的演变。
提高城市的韧性取决于投资决策，这些决策要将支出优先提供给有备用方案、在不同情况下都能正常工作的项目。此类决策需要考虑未来的风险和不确定性。由于风险不可能完全消除，因此紧急情况和灾难下的救援计划至关重要。例如，灾害风险管理框架为增强抗灾能力提供了切实的机会。
截至2007年，全球已有一半以上的人口居住在城市中，到2050年，城市化率预计将上升至80％。这意味着，这个时代面临的抵御风险的主要挑战，诸如减贫、自然灾害和气候变化、环境可持续性以及社会包容性，其成败将取决于城市。高人口密度使人们特别容易受到突如其来的灾害以及缓慢的气候变化带来的影响；这些都使韧性规划至关重要。同时，在过去的一个世纪中，城市化的进程也与显著的城市蔓延有关。韧性城市不仅能帮助个人、社区和企业面对多种冲击和压力的挑战，也能为转型发展提供机会。
作为应对城市地区灾害风险的一种方法，国家和地方政府可以组织不适宜居住区的移民安置。这可以是预防性的，也可以在灾难后发生。这虽然减少了人们受灾的风险，但是也可能导致其他问题。理解重新安置，需要将其作为长期可持续发展的一部分，而不仅仅是减少灾害风险的一种手段。

## 全球韧性城市教育与研究
美国
在美国，城市韧性作为一个教育主题的出现经历了前所未有的增长水平，这在很大程度上是由于一系列自然灾害，包括 2004 年印度洋地震和海啸、2005 年卡特里娜飓风、2011 年东北地震和海啸以及 2012 年的飓风桑迪。其中两个比较知名的项目是哈佛大学设计研究生院的风险与复原力硕士课程，以及杜兰大学的抗灾能力领导学院。还有几个与美国联邦紧急事务管理局和国土安全部有关的研讨会。
中国
中国的韧性城市研究起步相对较晚，一系列理论、学者和学科大多来自美国。但随着中国应急管理部的成立，以及中国对于防震减灾认知的不断深入和重视，相关研究及机构发展迅猛。包括浙江大学韧性城市研究中心 （页面存档备份，存于）在内的多所高校，为韧性城市在中国的推广和应用落地，做出了重要的贡献。